# Centerpartiet (Nauru)
Naurus Centerparti är ett informellt parti som grundades av tidigare president Kinza Clodumar med stöd av René Harris.
Centerpartiet har en liten roll i det nauriska parlamentet och i politiken. Partiet har haft minst en plats i parlamentet från 1997 till 2003 (Clodumar), men miste platsen helt efter valet i oktober 2004.